# Alain Manfrin
 (juin 2013).
Si vous disposez d'ouvrages ou d'articles de référence ou si vous connaissez des sites web de qualité traitant du thème abordé ici, merci de compléter l'article en donnant les références utiles à sa vérifiabilité et en les liant à la section « Notes et références ».
Alain Manfrin est trombone solo à l'Orchestre philharmonique de Radio France. Il est également professeur au conservatoire de Rueil-Malmaison et a été professeur assistant au conservatoire national supérieur de musique et de danse de Lyon.
Il est un ancien membre du Quatuor de trombones de Paris.